# 96 Pułk Piechoty (austro-węgierski)
Węgierski (chorwacki) Pułk Piechoty Nr 96 (niem. Ungarisches (kroatisches) Infanterieregiment Nr. 96) – pułk piechoty cesarskiej i królewskiej Armii.
Pułk został utworzony 1 stycznia 1883 roku z batalionów  16 pułku piechoty, 53 Pułku Piechoty, 70 pułku piechoty i 78 pułku piechoty.
Okręg uzupełnień nr 96 Karlovac (niem. Karlstadt, węg. Károlyváros) na terytorium 13 Korpusu.
W swojej historii nosił między innymi następujące imię:
- 1883–1899 – Freiherr v. Ramberg,
- 1900–1907 – Freiherr v. Catinelli,
- 1908–1918 – Ferdinand Kronprinz v. Rumänien.

Kolory pułkowe: karmazyn, guziki złote.
W 1893 roku pułk (bez 2. batalionu) stacjonował w Karlstadt i wchodził w skład 71 Brygady Piechoty w Rijece (wł. Fiume) należącej do 36 Dywizji Piechoty. Drugi batalion był detaszowany na terytorium 15 Korpusu do miejscowości Prijepolje i wchodził w skład 1 Brygady Piechoty należącej do 1 Dywizji Piechoty. W 1894 roku 2. batalion został przesunięty do miejscowości Nevesinje i włączony w skład 3 Brygady Górskiej należącej do 18 Dywizji Piechoty.

## Dyslokacje w latach 1903–1907
Dowództwo i wszystkie bataliony oprócz III stacjonowały w Karlovacu). III batalion stacjonował w Nevesinje. 

## Dyslokacje w latach 1908–1909
Dowództwo i wszystkie bataliony oprócz III stacjonowały w Karlovacu]). III batalion stacjonował  w Zagrzebiu. W 1909 roku II batalion został przeniesiony do Nevesinja.

## Dyslokacje w latach 1910–1913
Dowództwo i wszystkie bataliony oprócz II i IV stacjonowały w Péterváradzie). II batalion stacjonował w Nevesinju. IV batalion stacjonował w  Karlovacu.
W 1914 roku wszystkie oprócz 4. batalionu zostały przeniesione do Temeszwaru. 4. batalion pozostał w okręgu uzupełnień.
Skład narodowościowy w 1914 roku 97% – Chorwaci, Serbowie.

## Przydział w roku 1914
Wszystkie bataliony walczyły na froncie bałkańskim. Bataliony I, II, III wchodziły w skład  10 Dywizja Piechoty, 67 Brygada Piechoty w 2 Armii VII Korpus. Czwarty batalion wchodził w skład 72 Brygady Piechoty należącej do 36 Dywizji Piechoty w 5 Armii.

## I wojna światowa
Bataliony pułku brały udział w walkach z Rosjanami w końcu 1914 roku w Galicji. Żołnierze pułku są pochowani m.in. na cmentarzach: Cmentarz wojenny nr 8 – Nowy Żmigród, Cmentarz wojenny nr 57 – Uście Gorlickie.

## Żołnierze
Komendanci pułku
- płk Karl Gstöttner (1893[5])
- 1903–1905 – płk Ludwig Sanchez de la Cerda
- 1906–1909 – płk Josef Ritt. Krautwald v. Annau
- 1910–1913 – płk Johann Jaschke
- 1914 – płk Stephan Pilar

Oficerowie
- ppłk SG Moritz Auffenberg